# Бібліотека імені Гната Юри
Бібліотека імені Гната Юри — публічна бібліотека у Святошинському районі міста Київ.

## Адреса
03148 м. Київ, вул. Гната Юри, 5.

## Опис
Площа приміщення бібліотеки — 450 м², книжковий фонд — 768,2 тис. примірників. Щорічно обслуговує 4,5 тис. користувачів, кількість відвідувань за рік — 22,0 тис., книговидач — 81,0 тис. примірників.

## Історія
Бібліотека заснована у 1950 році. У 1962 році їй присвоєне ім'я російського поета Олександра Блока. Бібліотечне обслуговування: 2 абонементи, в тому числі для юнацтва, читальний зал, МБА.
8 лютого 2024 року Київська міська рада перейменувала бібліотеку на честь українського актора й театрального режисера Гната Юри.

### Заходи
У бібліотеці проводяться тематичні літературні вечори. Наприклад, навесні 2015 року тут пройшов вечір поезії, присвячений 85-річчю дня народження Ліни Костенко. Гості вечора читали вірші великої української поетеси, ділилися враженнями від її творчості. Крім того, звучала поезія читачів бібліотеки, розповіді про Ліну Василівну, її колег, а також пісні.